# Juliana Boller
Juliana Boller (Petrópolis, 4 de noviembre de 1986) es una actriz brasileña.

## Filmografía

### Televisión
| Año     | Título                      | Personaje                |
| ------- | --------------------------- | ------------------------ |
| 2006    | Malhação                    | Marina Vilela            |
| 2008    | Belleza pura                | Claudinha                |
| 2009    | Ciudad Paraíso              | Ana Célia Aires (Aninha) |
| 2010    | Tempos Modernos             | Larissa                  |
| 2011    | Divã                        | Maria Eugênia (Joven)    |
| 2012    | Morando Sozinho             | Luana                    |
| 2013    | José de Egipto              | Mara                     |
| 2014    | Imperio                     | Bianca Bolgari           |
| 2016    | Josué y la tierra prometida | Chaia                    |
| 2018    | Jesús                       | Cassandra (Joven)        |
| 2019    | Jezabel                     | Hannah                   |
| 2021    | Génesis                     | Eva                      |
| 2022-23 | Reyes                       | Sarvia                   |

### Teatro
| Año  | Nombre                        | Personaje |
| ---- | ----------------------------- | --------- |
| 2015 | Vanya e Sonia e Masha e Spike | Nina      |
| 2017 | Doce Pássaro da Juventude     | Celeste   |